# Мецавија (Напуљ)
Мецавија је насеље у Италији у округу Напуљ, региону Кампанија.
Према процени из 2011. у насељу је живело 111 становника. Насеље се налази на надморској висини од 76 м.